# El clan de la lucha
El clan de la lucha es el quinto trabajo en estudio del grupo español de heavy metal Saratoga, publicado en el año 2004 y producido por Big Simon. El disco cuenta con trece canciones y es considerado uno de los mejores discos de la banda. Este álbum posee un corte mucho más elaborado que sus predecesores, así como una temática ambientada en temas ya abordados por la banda como los sentimientos y el devenir del planeta Tierra. Muchas de sus canciones han logrado medrar en listas tanto nacionales como internacionales, siendo "Maldito corazón" y "Si amaneciera", compuesta por Jero Ramiro en memoria de su padre, sus cortes más destacados. Hay una versión en inglés del disco publicada a finales del 2006 titulado The fighting clan.

## Canciones
| N.º | Título                    | Escritor(es)    | Duración |  |
| 1.  | «El Clan de la Lucha»     | Jero Ramiro     | 1:22     |  |
| 2.  | «San Telmo 1940»          | Ramiro          | 4:20     |  |
| 3.  | «Lejos del Tiempo»        | Niko Del Hierro | 3:51     |  |
| 4.  | «Maldito Corazón»         | Ramiro          | 5:55     |  |
| 5.  | «Decepción»               | Leo Jiménez     | 5:17     |  |
| 6.  | «Ángel de Barro»          | Del Hierro      | 3:50     |  |
| 7.  | «No»                      | Jiménez         | 4:39     |  |
| 8.  | «Si amaneciera»           | Ramiro          | 5:55     |  |
| 9.  | «Quizás el sol no saldrá» | Del Hierro      | 5:01     |  |
| 10. | «Blanco y Marfil»         | Ramiro          | 4:53     |  |
| 11. | «Nuevo mundo»             | Ramiro          | 4:19     |  |
| 12. | «Tu nombre, mi destino»   | Ramiro          | 5:10     |  |
| 13. | «Buscando el perdón»      | Jiménez         | 5:45     |  |

## Formación
- Jero Ramiro - Guitarra
- Niko del Hierro - Bajo
- Leo Jiménez - Voz
- Dani Pérez - Batería